# Сан-Карло-Канавезе
Сан-Карло-Канавезе (итал. San Carlo Canavese) — коммуна в Италии, располагается в регионе Пьемонт, в провинции Турин.
Население составляет 3672 человека (2008 г.), плотность населения составляет 177 чел./км². Занимает площадь 20 км². Почтовый индекс — 10070. Телефонный код — 011.
Покровительницей коммуны почитается Пресвятая Богородица (Madonna d’Santuario di Oropa), празднование в четвёртое воскресение августа.

## Демография
Динамика населения:

## Администрация коммуны
- Официальный сайт: https://web.archive.org/web/20100305030712/http://www.comune.san-carlo-canavese.to.it/